# منصور التركي
منصور بن سلطان بن عبد الله التركي (1955) عسكري سعودي. عضو في مجلس الشورى السعودي منذ تعيينه بأمر ملكي في 1 ربيع الأول، 1442هـ الموافق لـ19 اكتوبر 2020م.
شغل منصب المتحدث الأمني باسم «وزارة الداخلية السعودية» بين 2004 و2020، وقائد مركز القيادة والسيطرة والتحكم في «وزارة الداخلية السعودية» بين 1994 و2004، ومدير أمن الحج والعمرة في «مديرية الأمن العام» عام 1994، وعمل في «الإدارة العامة للمرور» بين 1979 و1993. ويعد أول متحدث باسم «وزارة الداخلية السعودية».

## النشأة
ولد منصور التركي عام 1943 وانتقل في الرابعة من عمرة إلى الرياض برفقة عائلتة درس الابتدائية في مدرسة عمرو بن العاص.[محل شك]